# Васенин, Николай Максимович
Николай Максимович Васенин (5 декабря 1919, Пышак, Вятская губерния — 7 декабря 2014, Берёзовский, Свердловская область) — советский военный. В Рабоче-крестьянской Красной Армии служил с ноября 1939 по июль 1941 года и с сентября 1944 по апрель 1945 года. Участник советско-финской и Великой Отечественной войн, лейтенант.
В июле 1941 года попал в плен и больше двух лет находился в немецких лагерях для военнопленных. В октябре 1943 года совершил побег и 20 октября был официально зачислен в ряды французского Движения Сопротивления. После освобождения Франции союзными войсками служил офицером советской военной миссии во Франции. В апреле 1945 года вернулся в СССР, где подвергся репрессиям. Был осуждён на 15 лет ссылки. Освобождён в 1960 году, реабилитирован в середине 1980-х.
В 2005 году за заслуги перед Французской Республикой и в ознаменование 60-летия победы во Второй мировой войне указом Президента Франции Жака Ширака награждён орденом Почётного легиона. Почётный гражданин города Берёзовского (2008).

## Биография

### До призыва на военную службу
Родился 5 декабря 1919 года в селе Пышак Орловского уезда Вятской губернии РСФСР (ныне — село Юрьянского района Кировской области Российской Федерации) пятым, самым младшим ребёнком в семье крестьянина Максима Николаевича Васенина. Русский.
Многодетная семья Васениных жила в достатке благодаря крепкому крестьянскому хозяйству, в котором было несколько коров и лошадей. Для содержания такого большого хозяйства дети с малых лет помогали родителям на сельхозработах. Николай Васенин рано приобщился к крестьянскому труду: вместе с остальными он пахал землю, косил сено, жал зерновые и ухаживал за скотом. Тем не менее, для нужд большой семьи собственного земельного надела не хватало, поэтому у Васениных даже сложился свой, особый культ земли. По воспоминаниям Н. М. Васенина:

Однажды я бросил комок земли в чужой огород. Отец взял меня за руку и сказал: «Сын, что же ты делаешь? Это же земля! Землю береги!» С этим заветом и живу.

Предположительно поэтому после окончания семилетки Николай Васенин поступил в гидромелиоративный техникум. Недолго в нём проучившись, бросил учёбу, поняв, что его призвание — это море. Уехал к старшей сестре в Мурманск, где поступил в морской техникум. Получив специальность механика океанических судов, начал работать в Мурманском морском пароходстве, а в ноябре 1939 года получил повестку из военкомата.

### На службе в РККА
В ряды Рабоче-крестьянской Красной Армии Н. М. Васенин был призван Мурманским городским военкоматом 20 ноября 1939 года. Пока Николай Максимович проходил курс молодого бойца и осваивал воинскую специальность пулемётчика, началась война с Финляндией. В январе 1940 года его направили в 17-ю мотострелковую дивизию. В боях с финскими войсками красноармеец Васенин — с 20 января 1940 года. Боевое крещение принял на реке Пуннусйоки на Карельском перешейке. Вскоре был тяжело ранен и шесть месяцев лечился в госпитале. После возвращения в строй решил остаться в армии и был направлен на учёбу в школу среднего комсостава при штабе 17-й стрелковой дивизии.
В мае 1941 года прошёл аттестацию на лейтенанта, но офицерские петлицы получить не успел из-за срочной переброски дивизии к западной границе СССР. Начало Великой Отечественной войны Николай Максимович встретил в должности командира взвода связи 271-го стрелкового полка 17-й стрелковой дивизии. О том, в каких условиях пришлось сражаться дивизии в первые дни войны, пишет однополчанин Николая Васенина — пермяк Антон Николаевич Семяшкин:

Наша 17-я стрелковая дивизия, 271-й стрелковый полк, где я проходил службу, базировалась близ Полоцка. В мае-июне начали передислоцирование в сторону границы. Был приказ перейти на летние лагеря. И когда началась война, комдив воскликнул: «Чем же я буду воевать, подушками что ли?!». Приказ основывался на словах Сталина: «Не поддаваться на провокации». В результате ни один патрон, ни один снаряд не был отправлен вместе с нами, всё осталось на складах. Не то что воевать — застрелиться было нечем! — Из письма А. Н. Семяшкина.
В ходе Белостокско-Минского сражения часть, в которой служил Н. М. Васенин, попала в окружение под городом Дзержинском Минской области. При попытке вырваться из кольца он был ранен в живот и контужен, и 6 июля 1941 года был взят немецкими солдатами в плен.

### В немецком плену

Н. М. Васенин в лагере Мюльберг. 1942 год

В фильтрационном лагере Н. М. Васенин представился рядовым, и немцы к нему не проявили особого интереса. Уже 17 июля его вместе с другими ранеными военнопленными доставили в шталаг № 4Б близ Мюльберга. Пока не встал на ноги, лежал в санитарном лагерном бараке, затем привлекался к различным работам. В мае 1943 года Васенина перевели в шталаг № 5, который находился в городе Вольфен. Отсюда он при первой же возможности бежал, но через месяц был пойман. После допросов с пристрастием в гестапо его вернули в лагерь, а вскоре в составе рабочей команды отправили во французские Альпы копать ямы под телеграфные столбы для линии связи. 9 октября 1943 года он вновь совершил побег, на этот раз более удачный. Сам Н. М. Васенин вспоминал, что главными препятствиями для побега во Франции были горная местность, бесконечные виноградники, опутанные колючей проволокой и охранявшие их собаки. Через несколько дней он добрался до коммуны Сен-Сорлин-ан-Валлуар (Saint-Sorlin-en-Valloire) в департаменте Дром, где его спрятали местные жители. Они же помогли беглому военнопленному связаться с местным подпольем, которым руководил капитан Жорж Моно. 20 октября Николай Васенин был зачислен в отряд французских внутренних сил.

### Боец Движения Сопротивления
Первое время макизары относились к бывшему русскому военнопленному настороженно. Свою ненависть к врагу ему пришлось доказывать на поле боя. На первую операцию Николай Максимович шёл без оружия и винтовку себе добывал в бою. Очень быстро Васенин стал своим в отряде. «Это потому, что я бесстрашный был, смерти не боялся, лез в пекло, видно, заговорённым родился» — вспоминал он позже. Ему выправили временные французские документы на имя Николя Вутье (Вуатье), или, согласно французским данным, Бутье (Boutié). Не зная французского языка, он вынужден был объясняться с местными жестами или рисунками. Впрочем, отмечал Васенин, чтобы уничтожать врага, знать французский ему было совсем не обязательно. Отряд капитана Моно вёл активную партизанскую деятельность не только в окрестностях Сен-Сорлина. Васенину-Вутье доводилось участвовать в боевых операциях в Лилле, Гренобле, Сен-Рамбере. Партизаны устраивали засады на дорогах, нападали на комендатуры, громили гарнизоны в небольших населённых пунктах, уничтожали склады, проводили диверсии на коммуникациях противника, собирали разведданные, истребляли сотрудничавших с оккупационными властями жандармов. По воспоминаниям Н. М. Васенина:

В отличие от наших партизан, жили мы не в лесах, а в домах. Там, во Франции, всё было по-другому. Оружием и продуктами нас снабжали англичане, сбрасывали с самолётов. А операцию начинали, получив сообщение по радио примерно такого содержания: «Собака колли сегодня родила семь щенков». Это значило, что сегодня будет сброшено семь парашютистов. Для нас это было руководством к действию. Время и место французы знали. 

Николай Васенин (вверху в центре) в кругу семьи Бонин. Сен-Сорлин-ан-Валлуар. Лето 1944 года

Сам Н. М. Васенин первое время жил в горах недалеко от Сен-Сорлина у одного крестьянина. Днём работал на него, а по вечерам спускался вниз, чтобы «бороться с режимом». Скоро ему доверили руководство боевой группой из 50 человек, в которой было немало русскоговорящих из числа бывших советских военнопленных. Её стали называть «отрядом Николя». В одном из боёв Николай Васенин был ранен, и тогда его перенесли в дом Жоржа Моно. Выхаживала его дочь хозяина — Жанна Моно. Между молодыми людьми возникла симпатия, которая скоро переросла в романтические отношения. Но свои чувства им приходилось скрывать от окружающих, и особенно от капитана Моно. По воспоминаниям Н. М. Васенина:

Подумайте сами, оборванец, единственное, что было, — винтовка да рваные штаны, сшитые из одеяла, и дочь самого капитана Моно! Люди бы просто подняли на смех! Так мы скрывались в её комнатке, она играла на пианино Шопена, я читал ей наизусть всего «Евгения Онегина». 
После выздоровления Николай Максимович официально просил у Жоржа Моно руки его дочери, но получил отказ, а Жанна не осмелилась противиться воле отца.

Капитан Жорж Моно

К июню 1944 года благодаря активности местных партизан департамент Дром стал настоящей свободной Францией. 5 июня 1944 года Шарль де Голль по радио произнёс кодовую фразу «Le chamois des Alpes bondit» («Прыжок альпийской серны»), послужившую сигналом к началу открытого выступления 4000 местных макизаров против вишистского правительства и немецких оккупационных властей. Немцы бросили на подавление восстания до 20 000 солдат. Ожесточённые бои развернулись на плато Веркор, повстанцы несли тяжёлые потери. Ситуация начала меняться только во второй половине августа 1944 года, когда на юге Франции высадились американские войска. В этот период особенно отличился отряд Николя Вутье. Н. М. Васенин сумел захватить крупный опорный пункт немцев Сен-Рамбер-д’Альбон (Saint-Rambert-d’Albon) и удержать его до подхода американских войск. За этот подвиг был представлен к Кресту бойца, который ему прислали по почте только в 1990-е. Также Васенин-Вуатье несколько недель являлся военным комендантом освобождённого им городка. 2 сентября 1944 года он привёл свой отряд для сдачи оружия на сборный пункт в Гренобле, после чего выехал в Париж, где начала работу советская военная миссия.

### Возвращение в СССР
Нет сведений, кто и почему порекомендовал его для работы в советской военной миссии. В Париже он получил военную форму, лейтенантские погоны и был назначен начальником военно-учётного стола. Там же Н. М. Васенин впервые серьёзно задумался о возвращении в СССР. Единственной причиной, удерживавшей его во Франции, была Жанна Моно. Однажды под Новый год она разыскала его в Париже, чему он был так обрадован, что с одним товарищем угнал машину у какого-то французского генерала. До рассвета он катал свою возлюбленную по ночному городу, пока они не врезались в американский «Студебеккер». Потом Жанна вернулась домой, а лейтенанта Васенина в январе 1945 года перевели в Марсель на должность начальника штаба полка по организации и отправке советских граждан на родину. В апреле 1945 года Николай Максимович написал рапорт об отправке в СССР, и через шесть дней морского плавания, 20 апреля, сухогруз вместе с другими репатриированными доставил его в порт города Одессы. Ещё будучи во Франции, Васенин знал, что многие бывшие военнопленные по возвращении в СССР подвергаются репрессиям, но рассчитывал, что участие в Движении Сопротивления и горячее желание сражаться в войне с Японией помогут ему избежать преследования.
По прибытии Васенин был отправлен в Одесский сборно-пересылочный пункт. Оттуда 28 апреля его направили в 102-й запасной стрелковый полк 21-й запасной стрелковой дивизии. Около двух месяцев шло следствие по его делу. В начале июля военный трибунал приговорил Н. М. Васенина к 15 годам ссылки. 11 июля поездом его отправили в Букачачу Читинской области, где он много лет работал на шахтах и приисках Букачачского рудоуправления, добывал уголь, молибден, олово и драгоценные металлы.
После смерти И. В. Сталина в режиме содержания произошли послабления. Н. М. Васенину разрешили жить в посёлке и свободно перемещаться по ограниченной территории. В это время он встретил геологоразведчицу Зину, которая вскоре стала его женой. По воспоминаниям Зинаиды Васильевны:

Покорил своим пением. Ехали верхом на лошадях с прииска в трест, он по дороге запел. Ой, какой у него голос был! Потом пригласил в кино раз, другой… Там, в Читинской области, у нас и трое детей народились.
В последние годы ссылки Васенин занимал высокую должность начальника электростанции, но в Забайкалье не остался. Как только в 1960 году ему разрешили покинуть Читинскую область, он сразу уехал с семьёй на Урал в город Берёзовский, где жили родственники Зинаиды Васильевны. Трудился инженером и начальником котельного цеха на Берёзовском заводе строительных конструкций. Затем работал на Уральском заводе прецизионных сплавов сначала инженером, а перед выходом на пенсию — слесарем по ремонту оборудования.
В середине 1980-х годов Н. М. Васенин был реабилитирован, признан ветераном войны и награждён орденом Отечественной войны 2-й степени. В 2005 году указом Президента Франции Жака Ширака за заслуги перед Французской Республикой и в ознаменование 60-летия победы во Второй мировой войне был награждён высшей наградой Франции — орденом Почётного легиона. Вручать награду ветерану приезжал лично Чрезвычайный и Полномочный посол Франции в Российской Федерации господин Жан Каде. В 2008 году Николай Васенин стал почётным гражданином города Берёзовского.
Летом 2014 года Н. М. Васенин, несмотря на преклонный возраст, совершил путешествие во Францию. В начале декабря его здоровье резко ухудшилось. Накануне своего 95-летия он был госпитализирован в Берёзовскую городскую больницу и 7 декабря скончался. После кремации прах Николая Максимовича Васенина с воинскими почестями был захоронен на Центральном кладбище города Березовского.

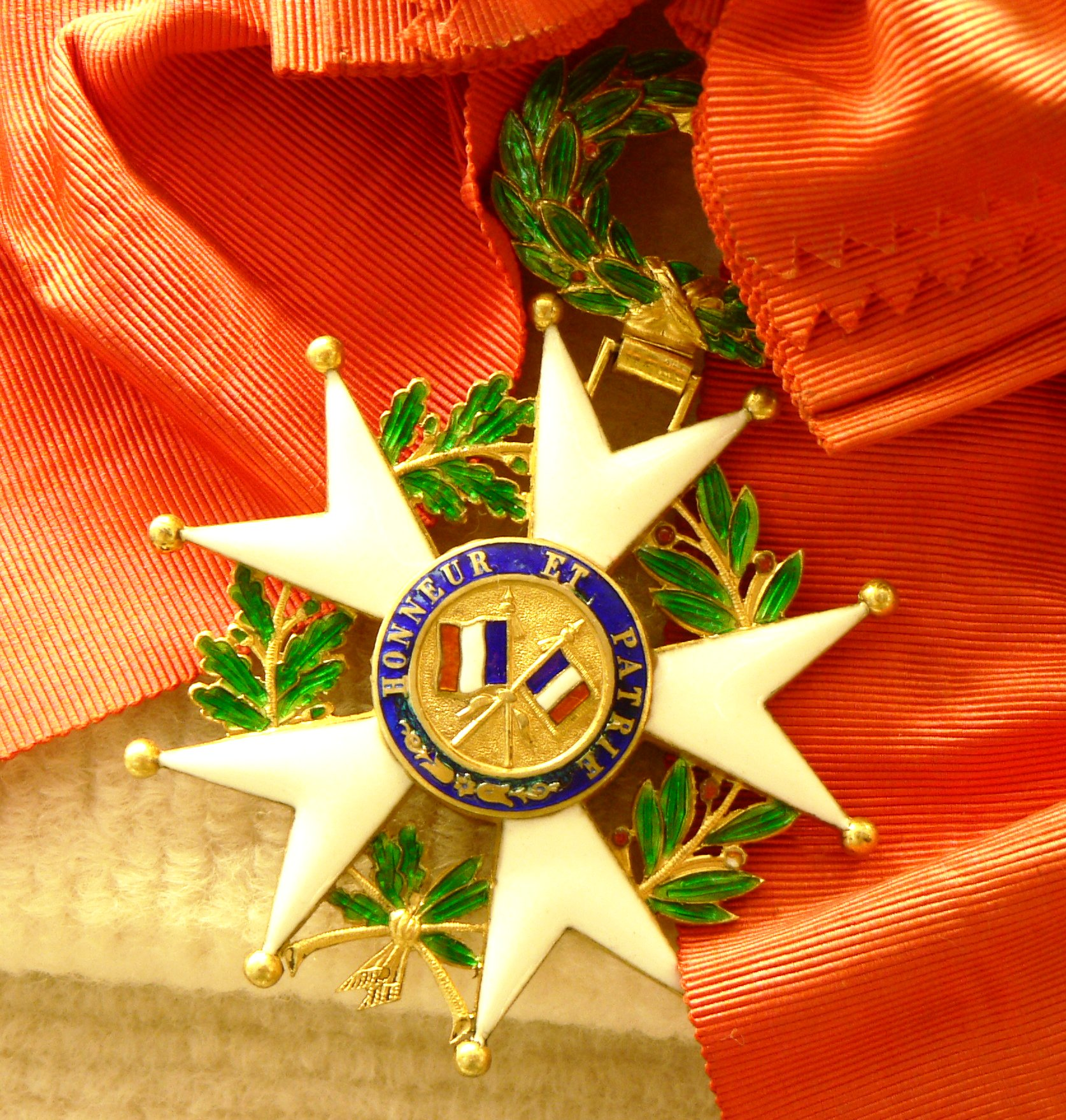
Орден Почётного легиона — высшая награда Французской Республики

### В поисках Жанны Моно
Первую попытку восстановить разорванные связи с Францией Николай Васенин предпринял уже после реабилитации, в 1985 году. Вместе с женой он написал письмо-запрос во французское посольство, но получил отказ из КГБ, в котором ему напомнили о «тёмных пятнах» в биографии и пригрозили неприятностями. В следующий раз он отважился вновь попытаться разыскать своих боевых товарищей только в 1996 году, обратившись за помощью во французское консульство в Екатеринбурге. Желаемого ответа тогда Васенин не получил, но во Франции на него обратили внимание, подняли архивы, признали участником Сопротивления. Почтой ему переслали заслуженный ещё в 1944 году Крест бойца, а в 2005 году французский посол торжественно вручил ему орден Почётного легиона.
Награждение уральского ветерана высшей наградой Франции вызвало большой интерес к нему со стороны местных СМИ. Николай Максимович в многочисленных интервью подробно рассказывал о своей непростой судьбе, о своём желании разыскать тех, с кем он рядом воевал за свободу Франции. Но пока была жива Зинаида Васильевна, он почти не говорил о главной цели своих поисков — о Жанне Моно. Лишь после смерти жены, в 2007 году, он решился рассказать о своей первой большой любви. Его история имела широкий общественный резонанс. Нашлись люди, которые решили помочь ветерану в его поисках. Писали письма в программу «Жди меня», обращались за помощью к Шарлю Азнавуру, вели поиск в Интернете.
В судьбе Николая Васенина приняли участие и областные власти. В 2012 году, будучи в Париже на презентации екатеринбургской заявки на проведение выставки «ЭКСПО-2020», губернатор Свердловской области Евгений Куйвашев передал досье бывшего бойца Движения Сопротивления французскому журналисту из радиовещательной компании «Голос России» Лорану Браяру (фр. Laurent Brayard), который заинтересовался судьбой ветерана.

Николай Максимович на могиле Жанны Моно. Сен-Сорлин. Лето 2014 года.

Весной 2013 года Браяр побывал в тех местах, где воевал Николай Васенин, в том числе посетил и Сен-Сорлин. Собранная журналистом информация оказалась неутешительной: последний из бойцов отряда Жоржа Моно — Марсель Марс — умер 17 марта 2013 года, незадолго до приезда Лорана Браяра. Жанна Моно на тот момент ещё была жива. Вскоре после отъезда Николая в СССР она родила сына Пьера, отцом которого считается партизан Брюне, погибший в 1944 году. После войны она вышла замуж за его брата Роберта и всю жизнь прожила в Сен-Сорлине, помогая отцу в их семейной лавочке.
На весну 2013 года Жанна находилась в пансионате для престарелых, будучи прикованной к постели. Из-за болезни Альцгеймера она потеряла память и перестала узнавать даже собственного сына. Умерла весной 2014 года за несколько месяцев до приезда Николая Максимовича. Это печальное известие, а также ухудшившееся состояние здоровья Васенина поставили под сомнение возможность его поездки во Францию. Но всё же ветеран в сопровождении сына и правнука летом 2014 года отправился в путешествие по местам своей боевой славы.
В Сен-Сорлине Н. М. Васенина встречали как героя. В честь его приезда был организован торжественный приём, местные любители истории подготовили историческую реконструкцию событий лета 1944 года. Мэр коммуны объявил Николая Максимовича почётным жителем Сен-Сорлина и пообещал, что в честь него будет названа одна из улиц населённого пункта. Посетил Николай Максимович и сельское кладбище, на котором похоронили Жанну Моно. Затем была поездка в Париж и возвращение на родину.
В августе 2014 года екатеринбургский режиссёр-документалист Андрей Григорьев презентовал первую часть документального фильма «Васенин», в который вошли натурные съёмки, сделанные в 2013 году в Берёзовском, на родине Николая Максимовича селе Пышак и департаменте Дром. По материалам поездки Васенина во Францию режиссёр снял продолжение. В поддержку второй части фильма выступили известные телеведущие Иван Ургант и Владимир Познер, а также министр иностранных дел Российской Федерации Сергей Лавров. Фильм под названием «Васенин» вышел в прокат в мае 2015 года.

## Награды и звания
Государственные награды СССР и России
- Орден Отечественной войны 2-й степени (06.04.1985);
- медали, в том числе:
- медаль «За победу над Германией в Великой Отечественной войне 1941-1945 гг.»;
- медаль «Сорок лет Победы в Великой Отечественной войне 1941—1945 гг.»;
- медаль «Пятьдесят лет Победы в Великой Отечественной войне 1941—1945 гг.»;
- медаль «Шестьдесят лет Победы в Великой Отечественной войне 1941—1945 гг.»;
- медаль «Шестьдесят пять лет Победы в Великой Отечественной войне 1941—1945 гг.».

Государственные награды Франции
- Орден Почётного легиона (2005);
- Крест бойца (1944);
- медаль Сопротивления (1944).

Звания
- Почётный житель города Березовского (19.06.2008)[36].

## Память
- В память о Николае Максимовиче режиссёр Андрей Григорьев снял документальный фильм «Васенин».
- С целью увековечения памяти ветерана Великой Отечественной войны, кавалера Ордена Почётного легиона, Героя Французского Сопротивления, Почётного гражданина города Берёзовского Николая Максимовича Васенина постановлением администрации Берёзовского городского округа № 702 от 17 декабря 2014 года наименование «улица Николая Васенина» присвоено новой улице, расположенной на территории жилого района «Лесозаводской» города Берёзовского Свердловской области[37].

## Документы
- Общедоступный электронный банк документов «Подвиг Народа в Великой Отечественной войне 1941—1945 гг.» Дата обращения: 19 октября 2014. Архивировано из оригинала 13 марта 2012 года.

Орден Отечественной войны 2-й степени.
- Обобщённый банк данных «Мемориал».

Донесение об освобождении из плена.
Информация из именного списка советских военнопленных, отправляемых с Одесского пересыльного пункта эшелоном № 95004.
Информация из картотеки ФЗСП и АЗСП. Стр. 1.
Информация из картотеки ФЗСП и АЗСП. Стр. 2.
Карточка военнопленного шталага 4Б, стр. 1.
Карточка военнопленного шталага 4Б, стр. 2.
Информация о переводе в шталаг № 5.
Информация о побеге военнопленного.

## Видеоматериалы
- 94-летний герой Сопротивления Николай Васенин вернулся из Франции. Свердловское областное телевидение. Репортаж Ирины Васькиной.
- Официальный трейлер документального фильма «Васенин».